# Olavi Salsola
Olavi Armas Tapani Salsola, född 26 september 1933 i Keuru, död 8 oktober 1995 i Raumo, var en finländsk medeldistanslöpare och världsrekordhållare på 1500 meter (tillsammans med Olavi Salonen). 
Höjdpunkten på Salsolas karriär var det märkliga loppet på 1500 meter i Åbo den 11 juli 1957, då tre finländska löpare med förnamnet Olavi underskred gällande världsrekord. Olavi Salsola vann på tiden 3.40,2 men tvåan Olavi Salonen fick samma tid och delade rekordet. Trean Olavi Vuorisalo förlorade med endast en tiondels sekund.  
De två Olavi förlorade världsrekordet redan följande dag, då Stanislav Jungwirth noterade tiden 3.38,1.